# Детский музей (Полоцк)
Детский музей (бел. Дзіцячы музей) — единственный в своём роде детский музей в Беларуси. Экспозиция организована по принципу «кунсткамеры», где могут соседствовать различные предметы, помогающие ребёнку осваивать окружающий мир. Музей входит в состав Национального Полоцкого историко-культурного музея-заповедника. Был открыт 28 мая 2004 года.

## История
Автором художественной концепции музея является Сергей Клецов. Идея создания Детского музея принадлежала заместителю директора по научной работе (с 2013 года — директор Национального Полоцкого историко-культурного музея-заповедника) Т. А. Джумантаевой. Над проектом и созданием экспозиции работала творческая группа в составе Н. А. Андреевой, Т. Р. Смирновой, Л. В. Ласточкиной, Е. А. Ушаковой, Е. С. Авласенко.

## Концепция
Два экспозиционных зала музея дают возможность посетителям познакомиться с самыми разными предметами: часами, поддужными колокольчиками, фотоаппаратами, самоварами и другими, узнать историю их изобретения и усовершенствования, понять, что человек по своей сути творец, созидатель, а не разрушитель.
В Детском музее создано пространство, в котором ребёнок чувствует себя комфортно, безопасно, уверенно. Посетитель музея — партнёр, соавтор, единомышленник, поэтому в своей работе сотрудники делают акцент не столько на получение знаний, сколько на развитие мыслительных навыков, получение положительных эмоций, стремление детей совершать большие и маленькие открытия.
В музее есть специальная витрина для сменных детских коллекций, тема которых — «Мир моих увлечений».
Своеобразной визитной карточкой музея стали скульптуры Павла Войницкого «Школяр» (2004 г.) и «Девочка с солнечными часами» (2005 г.)
Коллекции
В экспозиции представлено 8 коллекций (659 предметов) из музейного собрания НПИКМЗ.